# Cecidomyia tamaricis
Cecidomyia tamaricis är en tvåvingeart som först beskrevs av Vincenz Kollar 1858.  Cecidomyia tamaricis ingår i släktet Cecidomyia och familjen gallmyggor.
Artens utbredningsområde är Egypten. Inga underarter finns listade i Catalogue of Life.